# Kamışlı, Yüksekova
Kamışlı là một xã thuộc huyện Yüksekova, tỉnh Hakkâri, Thổ Nhĩ Kỳ.